# Les Voyages de monsieur Brouček
 (décembre 2020).
Si vous disposez d'ouvrages ou d'articles de référence ou si vous connaissez des sites web de qualité traitant du thème abordé ici, merci de compléter l'article en donnant les références utiles à sa vérifiabilité et en les liant à la section « Notes et références ».

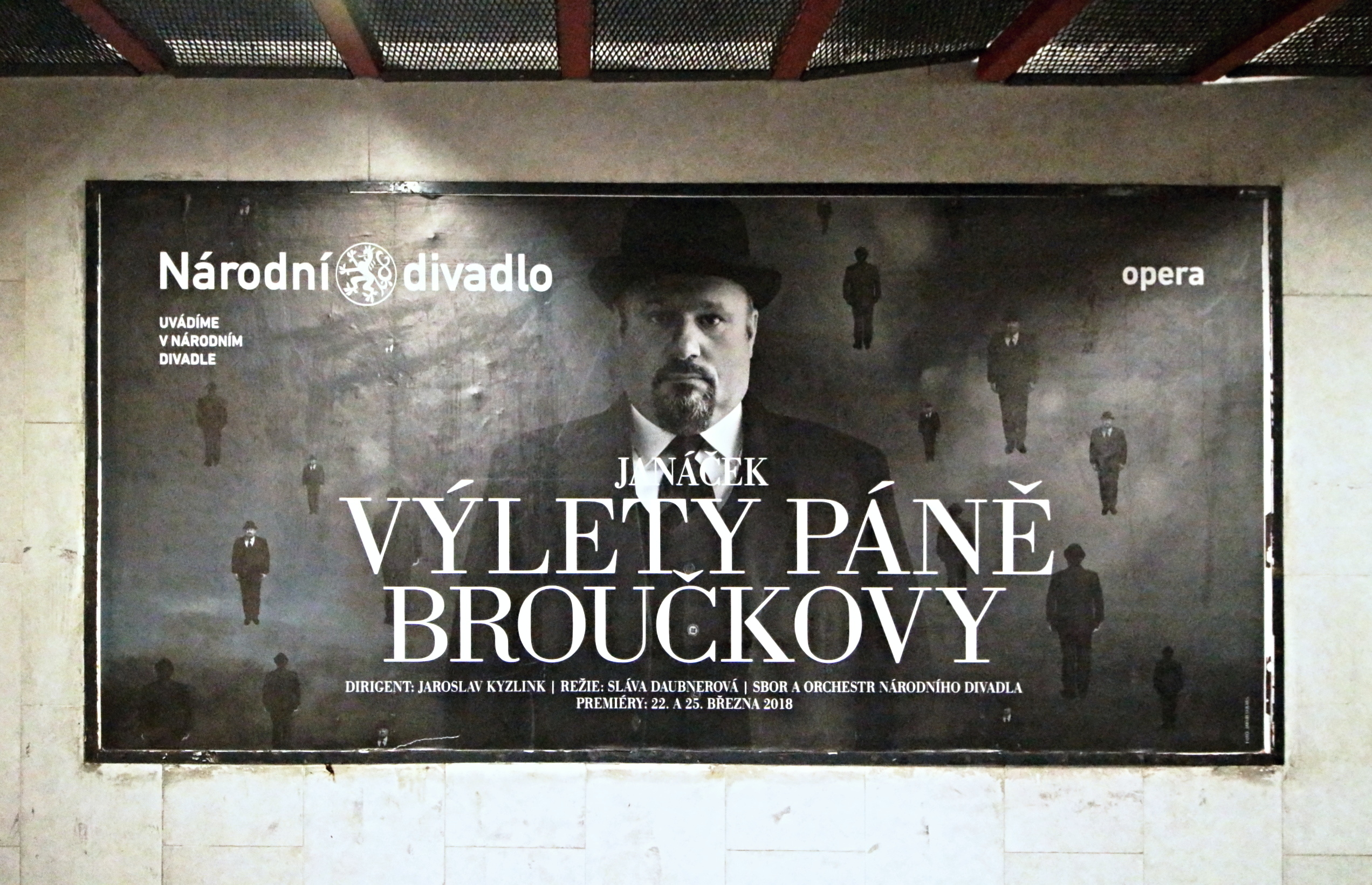
Les Voyages de monsieur Brouček

Les Voyages de monsieur Brouček ou Les Excursions de M. Brouček (Výlety páně Broučkovy), JW 1/6 et 1/7, est un opéra en deux parties de Leoš Janáček créé le 23 avril 1920 au Théâtre national de Prague.
Adapté du roman de Svatopluk Čech Les Voyages de M. Brouček dans la lune et au XVe siècle (1888-89), il est constitué de deux parties : la première, Le Voyage de M. Brouček dans la Lune, est composée entre 1908 et 1917 sur un livret de Janáček lui-même, avec des ajouts de František Gellner, Viktor Dyk et František Serafínský Procházka (cs) ; la seconde, Le Voyage de M. Brouček au XVe siècle, en 1917 sur un livret de Procházka.

## Distribution
- Matěj Brouček, un bourgeois (ténor)
- Mazal, un peintre (ténor)
- Sakristán, sacristain (baryton-basse)
- Málinka, fille de Broucek (soprano)
- Würfl, patron de l'auberge (basse)
- Číšníček, garçon de café (soprano)
- Fanny, gouvernante (mezzo-soprano)
- Skladatel, compositeur (ténor)
- Básník, poète (baryton)
- Un poète
- Premier taborite
- Invités à Vikárka
- Spectateurs

## Instrumentation
Quatre flûtes (doublent les piccolos), deux hautbois, un cor anglais, deux clarinettes, une clarinette basse, deux bassons, un contrebasson, quatre cors, trois trompettes, trois trombones, un tuba, timbales, célesta, orgue, cloches, cornemuse, cordes.
Durée d'exécution : cent trente minutes.

## Discographie
- Les Voyages de monsieur Brouček, avec Jan Vacík (Brouček), Peter Straka (Mazal, Blankytný, Petřík), Maria Haan (Málinka, Etherea, Kunka), Zdeněk Plech (Würfl, Čaroskvoucí, le conseiller), Roman Janál (le Sacristain, Lunobor, Domšík), BBC Singers, Orchestre symphonique de la BBC, Jiří Bělohlávek (dir.) - Deutsche Grammophon (477 7287), 2008.